# GeForce 30
Серія GeForce 30 — сімейство графічних процесорів, розроблених Nvidia, яке стало продовженням GeForce 20. Серія була анонсована 1 вересня 2020 року, і почала надходити до продажів 17 вересня 2020 року. Карти засновані на архітектурі Ampere і оснащені апаратно-прискореним трасуванням променів (RTX) з ядрами RT другого покоління та тензорними ядрами третього покоління. Виробник заявляє, що ця технологія має забезпечити максимально реалістичні ефекти трасування променів і передові можливості на базі штучного інтелекту.
Відеокарти підтримують HDMI 2.1, але лише DisplayPort 1.4a.

## Деталі
Серед вдосконаленнь архітектури Ampere:
- Можливість обчислень CUDA 8.6[5]
- Samsung 8нм
- Подвоєна продуктивність FP32 на кожну SM на графічних процесорах Ampere
- Ядра тензорів третього покоління з FP16, bfloat16, TensorFloat-32 (TF32) та прискоренням розрідженості
- Ядра трасування променів другого покоління, а також паралельна трасування променів і затінення та обчислення
- Підтримка пам'яті GDDR6X (RTX 3080 та RTX 3090)
- PCI Express 4.0
- NVLink 3.0 (RTX 3090)
- HDMI 2.1 із повною пропускною здатністю 48 Гбіт/с[6]
- Набір функцій PureVideo K апаратне декодування відео з апаратним декодуванням AV1[7]

## Характеристики
Середня перевага GeForce RTX 3080 FE над моделлю RTX 2080 FE склала 50–60 %.
| Модель                          | GeForce RTX 3090 | GeForce RTX 3080 | GeForce RTX 3070 | GeForce RTX 3060 Ti |
| Еталонна друкована плата        | PG132 SKU 30     | PG132 SKU 10     | PG142 SKU 10     | PG190 SKU 10        |
| GPU                             | GA102-300        | GA102-200        | GA104-300        | GA104-200           |
| Техпроцес, нм                   | 8                | 8                | 8                | 8                   |
| Кількість транзисторів, млрд    | 28               | 28               | 17,4             | 17,4                |
| Площа кристала, мм2             | 628              | 628              | 392              | 392                 |
| Ядер CUDA                       | 10 496           | 8704             | 5888             | 4864                |
| Ядер Tensor                     | 328              | 272              | 184              | 152                 |
| Ядер RT                         | 82               | 68               | 46               | 38                  |
| Базова / динамічна частота, МГц | 1395 / 1695      | 1440 / 1710      | 1500 / 1725      | TBC / TBC           |
| Тип відеопам'яті                | GDDR6X           | GDDR6X           | GDDR6            | GDDR6               |
| Обсяг, ГБ                       | 24               | 10               | 8                | 8                   |
| Ефективна частота, ГГц          | 19,5             | 19               | 14               | 14                  |
| Розрядність шини, біт           | 384              | 320              | 256              | 256                 |
| Пропускна здатність, ГБ / с     | 936              | 760              | 448              | 448                 |
| Енергоспоживання, Вт            | 350              | 320              | 220              | 180 – 200           |
| Додатковий роз'єм живлення      | 2 х 8-контактні  | 2 х 8-контактні  | 1 х 8-контактний | 1 х 8-контактний    |
| Рекомендована вартість, $ / грн | 1499 / 40890     | $699 / 19082     | $499 / 13630     | $399/10904          |
| Дата початку продажів           | 24 вересня       | 17 вересня       | Жовтень          | Жовтень             |